# Nemeiska spelen
Nemeiska spelen, tävlingar under antiken i Nemea i Grekland.
Spelen, som var en av fyra agones, var till en början en lokal fest men utvecklades efter hand till en nationalfest i samma storlek som de Olympiska spelen. Spelen bestod av gymnastik, hästkapplöpning och musik.
Sagan berättar att spelen inrättades av de sju hjältarna vid deras härfärd mot Thebe.